# Dež (pesem)
»Dež« je skladba slovenske skupine Demolition Group, ki je nastala za film Temni angeli usode režiserja Saša Podgorška (1999), že pred tem pa je izšla na albumu Neovangelij (1998). V filmu jo izvaja pevka Helena Blagne, ki je v njem igrala barsko pevko, znana pa je tudi studijska izvedba v duetu s frontmanom Goranom Šalamonom, ki je bila predstavljena že leta 1997 na podelitvi viktorjev.
V časopisu Delo je bila označena za eno najlepših slovenskih balad.
Sašo Podgoršek je režiral tudi videospot za pesem, v katerem nastopa skupina brez Helene Blagne.